# Pablo Portillo
Pablo Alberto Portillo Heredia (Monterrey, Nuevo León; 8 de abril de 1979), más conocido como Pablo Portillo, es un actor, cantante y conductor mexicano.

## Biografía
Pablo Portillo nació el 8 de abril de 1979  en Monterrey, N.L., México y siendo el menor de dos hermanos siempre mostró gran interés por la música. A muy temprana edad perteneció al Coro Metropolitano de Monterrey en donde demostró sus dotes como cantante.
Combinó su educación primaria en escuelas de gobierno, así como en el Colegio Juan Pablo II en el municipio de Guadalupe, N.L.
Cursó la Educación Media Básica (Secundaria) y Preparatoria en la ciudad de Monterrey así como posteriormente, estudió la Licenciatura en Comunicación combinándola con clases de canto, baile, actuación y todo lo relacionado con el campo artístico.
En 1998 comienza a adelantar sus metas, formando parte del grupo Liberación y en 1999 graba su primer sencillo Si estuvieras conmigo, siendo esta canción de su autoría, obteniendo un disco de oro por 100,000 copias vendidas, así como los primeros lugares en las listas de popularidad en toda la República Mexicana y Estados Unidos, lo cual fue publicado así por la revista Billboard. Fue así como empieza a viajar con la agrupación por los Estados Unidos y México.
Más adelante, en el año 2000 lo invitan a audicionar para el grupo MDO en el cual es aceptado por su gran carisma y desenvolvimiento escénico, donde interpretó el famoso tema Te quise olvidar, abandonando el grupo en 2004. El 9 de noviembre de 2004 se dio a conocer como solista con el tema Demasiado, del álbum homónimo, siendo éste su álbum debut.
Como actor Pablo Portillo ha participado en programas unitarios como Decisiones y en el 2007-2008 interpretó a Héctor en la telenovela Pecados ajenos para la cadena Telemundo. En 2014 forma parte de la telenovela de Televisión Azteca Así en el Barrio como en el Cielo interpretando a Donky y también ha realizado programas unitarios para la misma televisora.
Forma parte de la gira del reencuentro de MDO por toda América Latina, Estados Unidos y Puerto Rico combinándolo con la conducción del programa Código Trend transmitido por AzClic y A MAS de Televisión Azteca. 
En 2017 y 2018 junto a MDO integra la exitosa gira de los 90's Pop Tour por todo México y Estados Unidos.
Ya en el 2019 junto a MDO integra la gira de los 80 Gira Tour Pop & Rock.
En la actualidad y desde mediados del 2019 Pablo Portillo forma parte como conductor del programa matutino Cada Mañana transmitido de lunes a viernes por Azteca Noreste en todo el norte del país, y se lanza como empresario con su propia línea de sombreros.

## Discografía
- Demasiado (2004)